# آرماندو بیانکی
آرماندو بیانکی (انگلیسی: Armando Bianchi؛ زادهٔ ۲۰ نوامبر ۱۹۵۴) بازیکن فوتبال اهل فرانسه است.
از باشگاه‌هایی که در آن بازی کرده‌است می‌توان به باشگاه فوتبال پاری سن ژرمن، باشگاه فوتبال پاریس اف سی، و باشگاه فوتبال نیم المپیک اشاره کرد.